# Episodi di Hazzard (seconda stagione)
La seconda stagione della serie televisiva Hazzard è composta da 23 episodi ed è stata trasmessa da CBS dal 21 settembre 1979 al 21 marzo 1980.
| nº | Titolo originale            | Titolo italiano                 | Prima TV USA      | Prima TV Italia |
| -- | --------------------------- | ------------------------------- | ----------------- | --------------- |
| 1  | Days Of Shine And Roses     | Come ai vecchi tempi            | 21 settembre 1979 |                 |
| 2  | Gold Fever                  | La febbre dell'oro              | 28 settembre 1979 |                 |
| 3  | The Rustlers                | Ladri di bestiame               | 5 ottobre 1979    |                 |
| 4  | The Meeting                 | Punto d'incontro                | 12 ottobre 1979   |                 |
| 5  | Road Pirates                | Pirati della strada             | 19 ottobre 1979   |                 |
| 6  | The Ghost Of General Lee    | Il fantasma del Generale Lee    | 26 ottobre 1979   |                 |
| 7  | Dukes Meet Cale Yarborough  | I Duke a Cale Yarborough        | 2 novembre 1979   |                 |
| 8  | Hazzard Connection          | Contrabbando ad Hazzard         | 9 novembre 1979   |                 |
| 9  | Witness For The Persecution | Testimone d'accusa              | 16 novembre 1979  |                 |
| 10 | Granny Annie                | Cara dolce nonna Annie          | 23 novembre 1979  |                 |
| 11 | People's Choice             | Giorno di elezioni              | 30 novembre 1979  |                 |
| 12 | Arrest Jesse Duke           | Arrestate zio Jesse             | 14 dicembre 1979  |                 |
| 13 | Duke Of Duke                | Il duca dei Duke                | 21 dicembre 1979  |                 |
| 14 | The Runaway                 | La fuga di Susi                 | 11 gennaio 1980   |                 |
| 15 | Follow That Still           | Una distilleria corazzata       | 18 gennaio 1980   |                 |
| 16 | Treasure Of Hazzard         | Il tesoro di Hazzard            | 25 gennaio 1980   |                 |
| 17 | Officer Daisy Duke          | L'agente Daisy Duke             | 1º febbraio 1980  |                 |
| 18 | Find Loretta Lynn           | Chi ha visto Loretta Lynn       | 8 febbraio 1980   |                 |
| 19 | Jude Emery                  | Judy Emery                      | 15 febbraio 1980  |                 |
| 20 | Return Of The Ridge Raiders | Il ritorno dei fazzoletti rossi | 22 febbraio 1980  |                 |
| 21 | Mason Dixon's Girls         | Squadra speciale femminile      | 29 febbraio 1980  |                 |
| 22 | R.I.P. Henry Flatt          | Riposa in pace Henry Flatt      | 14 marzo 1980     |                 |
| 23 | Southern Comfurts           | I cugini Comfurts               | 21 marzo 1980     |                 |

## Come ai vecchi tempi
- Titolo originale: Days Of Shine And Roses
- Diretto da: Hollingsworth Morse
- Scritto da: Bruce Howard

### Trama
I vecchi contrabbandieri di whiskey, tra cui zio Jesse e Boss Hogg, si ritrovano come ogni anno al Boar's Nest per rivivere i tempi andati insieme ad amici e parenti. Bo accende la disputa sul miglior pilota tra Boss e zio Jesse, così si decide per una gara tra loro due, che arriva a superare il confine della contea dove ancora lo sceriffo "arpione" Loomis detta legge. Boss vuole vincere a ogni costo.

## La febbre dell'oro
- Titolo originale: Gold Fever
- Diretto da: Paul Baxley
- Scritto da: Si Rose

### Trama
Harkness e i suoi due compari si scontrano con Bo e Luke, i quali lo portano da Cooter e in banca da Boss Hogg. Qui deposita una borsa di lingotti d'oro pagando 25.000 dollari con la clausola firmata che, in caso di rapina, Boss risarcisca Harkness di tre milioni di dollari. La rapina dei lingotti avviene, i Duke vengono incolpati, ma Luke scopre che l'oro è finto e Boss è stato raggirato.

## Ladri di bestiame
- Titolo originale: The Rustlers
- Diretto da: Dick Moder
- Scritto da: Stephen Kandel

### Trama
Bo e Luke, spiati da Rosco e Enos, fanno visita ai Tolliver e ne provano il cavallo da corsa trovandolo eccellente. Rosco avverte subito Boss Hogg che blocca l'acquisto di un cavallo da un certo Dunlap, per la gara indetta da sua moglie Lulu. Boss vuole il cavallo dei Tolliver, ma solo per scommetterci sopra. Intanto anche l'indispettito Dunlap vuole quel cavallo e, con il suo compare, lo rapisce, creando scompiglio tra i Duke, Boss Hogg e i Tolliver.
- Curiosità: Nel doppiaggio italiano, il personaggio dell'attore Rick Hurst è chiamato Cleto Hogg, rispetto alle stagioni successive 3a, 4a e 5a fino all'episodio 5 della 5ª stagione in cui è usato il nome originale di Cletus Hogg, in qualità di vicesceriffo.

## Punto d'incontro
- Titolo originale: The Meeting
- Diretto da: Dick Moder
- Scritto da: Stephen Kandel

### Trama
"Black Jack" Bender è un gangster che indice un incontro con il "sindacato" nelle prigioni di Hazzard, noleggiate per 10.000 dollari dall'ignaro Boss Hogg. Bo e Luke, che quasi si scontrano con gli scagnozzi di Bender, vogliono vederci chiaro e, dopo aver scoperto tutto, provano a fermarli con l'aiuto di zio Jesse, Daisy, Cooter e Cletus.

## Pirati della strada
- Titolo originale: Road Pirates
- Diretto da: William Asher
- Scritto da: William Raynor e Myles Wilder

### Trama
Tre loschi figuri, di cui uno travestito da sceriffo, prima vendono e poi rapiscono un camion pieno di televisori sottocosto, destinato a Boss Hogg. Il vice-sceriffo Cletus, momentaneo sostituto dell'operato di appendicite Enos, viene accusato del furto dal camionista derubato. Bo e Luke, nel tentativo di scagionarlo, vengono a loro volta accusati di complicità.

## Il fantasma del Generale Lee
- Titolo originale: The Ghost Of General Lee
- Diretto da: Jack Starrett
- Scritto da: Martin Roth

### Trama
Mentre Bo e Luke fanno il bagno in uno stagno, due tipi (Ernie e Phil) rubano il Generale Lee incustodito. Rosco e Enos li inseguono credendoli i Duke e quando finiscono in un lago, trovandone solo i vestiti, pensano alla fine di Bo e Luke. Saputa la cosa, Boss Hogg tenta di incolparli del furto di un orologio d'oro per truffare l'assicurazione, ma Ernie e Phil gli ruberanno la cassaforte. Saranno i "resuscitati" Bo e Luke a sistemare le cose.
- Curiosità: La locomotiva visibile nella scena dove Rosco e Enos inseguono il "fantasma del Generale" sfuggendo per poco alla collisione è una GS-4 della Southern Pacific, riconoscibile dalla semi-carenatura, i due fari anteriori e la livrea "Daylight". Probabilmente è la No. 4449.

## I Duke a Cale Yarborough
- Titolo originale: Dukes Meet Cale Yarborough
- Diretto da: Ernest Pintoff
- Scritto da: Bruce Howard, William Raynor, Myles Wilder (sceneggiatura) e Ron Friedman (storia)

### Trama
A causa di un segnale manomesso da Rosco, Bo e Luke sconfinano trovandosi nella proprietà segreta di Cale Yarborough, un noto pilota NASCAR. Cale sta provando un congegno che aumenta le prestazioni dell'auto, ma è braccato dai fratelli Jethro che tentano di impossessarsene anche con l'aiuto di Boss Hogg.
- Curiosità: protagonista dell'episodio è Cale Yarborough, famoso pilota NASCAR, qui nella parte di se stesso.

## Contrabbando ad Hazzard
- Titolo originale: Hazzard Connection
- Diretto da: Paul Baxley
- Scritto da: Paul Savage

### Trama
Rosco e Enos sorvegliano Augie Detweiller cercando di scoprire cosa contrabbanda nelle vecchie auto che ricicla. Cooter porta anche Bo e Luke a collaborare con Detweiller, così proprio loro scoprono che contrabbanda motori nuovi, rubati in zona qualche tempo prima.
- Curiosità: un operaio di Detweiller è impersonato da Gerald McRaney, futuro interprete di Simon & Simon, Agli ordini papà e Jericho.

## Testimone d'accusa
- Titolo originale: Witness For The Persecution
- Diretto da: Hollingsworth Morse
- Scritto da: William Raynor, Myles Wilder (sceneggiatura); Paul Savage (soggetto)

### Trama
Boss Hogg è un testimone chiave per incriminare un noto gangster, ma due scagnozzi dello stesso, che incontrano accidentalmente Bo e Luke, stanno cercando Boss per ucciderlo. Il Programma protezione testimoni decide di nascondere Boss dai Duke, mentre Rosco prende in tutto e per tutto il posto di Boss con disappunto di quest'ultimo.

## Cara dolce nonna Annie
- Titolo originale: Granny Annie
- Diretto da: Dick Moder
- Scritto da: Bruce Howard

### Trama
La cara nonnina Annie, che non ha smesso il lavoro di falsario del defunto (e presunto) marito, paga per sbaglio Bo e Luke, per alcuni lavori di riparazione, con dollari falsi. Venutolo a sapere dal suo barista, Boss Hogg si impossessa di quegli "stampi per dolci" per rivenderli ad un gangster che cercherà di ucciderlo perché Bo, Luke e B. B. Davenport (cugino e sostituto di Cooter) glieli hanno sottratti.
- Curiosità: al Boar's Nest, si esibiscono The Oak Ridge Boys: un gruppo country e gospel, costretti a cantare Old time lovin' dallo sceriffo Rosco per eccesso di velocità.

## Giorno di elezioni
- Titolo originale: People's Choice
- Diretto da: Allen Baron
- Scritto da: Bruce Howard

### Trama
Ad Hazzard arriva Thelma Claire "T. C." Rogers: bionda, carina e vecchia conoscenza di Bo e Luke che vuole diventare la nuova amministratrice finanziaria di Hazzard, vendicando la sconfitta ingiusta di Boss Hogg ai danni di suo padre 15 anni prima. Boss, saputa la cosa, cercherà in tutto e per tutto di ostacolarla, ma i Duke la aiuteranno coinvolgendo anche il timido messo comunale Emery Potter.
- Curiosità: da questa puntata lo sceriffo Rosco Coltrane diventa lo sceriffo Rosco "Pi" Coltrane, dove "Pi" (in realtà "P.") non è altro che l'iniziale del suo secondo nome "Pervis".

## Arrestate zio Jesse
- Titolo originale: Arrest Jesse Duke
- Diretto da: Jack Whitman
- Scritto da: Si Rose

### Trama
Le "spogliarelliste" sono 4 ragazze che, dopo aver sparato al radiatore di un'auto con il conseguente allontanamento del titolare, la depredano di tutti gli eventuali pezzi di ricambio, che poi rivendono con il benestare di Boss Hogg. Zio Jesse si trova ad osservare un'auto depredata: finendo, accusato, in prigione. Bo, Luke, Daisy e Cooter si daranno da fare per scoprire la verità.
- Curiosità: in questa puntata Jeff Altman (che interpreta Hughie Hogg, il nipote di Boss Hogg, chiamato solo per questa puntata Lui Hogg) sostituisce James Best (sceriffo Rosco Coltrane) nella parte di sceriffo di Hazzard; inoltre si vede la Jeep CJ "Dixie" bianca di Daisy con un paio di sportelli, tra l'altro due episodi prima che le venga regalata...

## Il duca dei Duke
- Titolo originale: Duke Of Duke
- Diretto da: Hollingsworth Morse
- Scritto da: Herman Groves

### Trama
L'inglese Gaylord Duke viene a far visita ai suoi parenti ad Hazzard, chiedendo aiuto per un'eredità. Ma, dalle sue informazioni errate, zio Jesse scopre che è un impostore.

## La fuga di Susi
- Titolo originale: The Runaways
- Diretto da: Dick Moder
- Scritto da: Jim Rogers

### Trama
Susi Holmes è la figlia del re del petrolio C. J. Holmes, che si nasconde nel Generale Lee dopo essere fuggita dall'auto dei due investigatori di suo padre. Tutto perché suo padre non approva la storia d'amore che Susi ha con uno studente universitario di umili origini, ma grazie ai Duke si sistemerà ogni cosa.
- Curiosità: in questa puntata viene distrutta l'auto di Daisy: una Plymouth GTX terza serie gialla con una striscia nera, caduta nel precipizio dei Baci a causa della rottura dei freni durante un inseguimento tra Rosco, Enos e i cugini Duke che la guidavano. A sostituire la Plymouth arriva la Jeep CJ-7 "Dixie", bianca con un'aquila sul cofano e due sportelli, che poi verranno rimossi, regalatale dal milionario Holmes (impersonato da Robert Alda).

## Una distilleria corazzata
- Titolo originale: Follow That Still
- Diretto da: Jack Whitman
- Scritto da: William Raynor e Myles Wilder

### Trama
"Hard" Luck Jones, nonostante sia continuamente braccato dallo sceriffo Buchanon, continua a distillare whiskey di contrabbando. Zio Jesse prova a fargli cambiare idea inutilmente, tanto che i Duke lo aiutano quando ruba a Boss Hogg un carro-armato per infilarci dentro la sua distilleria. Però il carro-armato di Boss non serve solo per istituire un museo di cimeli di guerra, ma anche per nascondere sigarette di contrabbando.

## Il tesoro di Hazzard
- Titolo originale: Treasure Of Hazzard
- Diretto da: Hollingsworth Morse
- Scritto da: William Raynor e Myles Wilder

### Trama
Una professoressa di storia, Laura Bardsley, sta cercando una cassetta sepolta ad Hazzard contenente le paghe dei soldati e alcuni documenti della Guerra Civile del 1862. Con l'aiuto dei Duke riuscirà nell'intento, sgominando due banditi e lasciando quei soldi a Boss Hogg...
- Curiosità: l'attore James Best (sceriffo Rosco Coltrane) lascia momentaneamente la serie per dissapori con la produzione, per questa puntata viene sostituito da Clifton James (nel ruolo dello sceriffo Lester Crabb): Boss Hogg dirà a Enos che Rosco è andato a un corso d'aggiornamento.

Nell'edizione italiana, Enzo Garinei presta la voce al bandito.

## L'agente Daisy Duke
- Titolo originale: Officer Daisy Duke
- Diretto da: Richard Moder
- Scritto da: Martin Roth

### Trama
Nel tentativo di chiedere un aumento per Daisy, Luke ne ottiene da Boss il licenziamento. Così, grazie alla legge sulle pari opportunità, diventa agente a fianco di Enos. Le cose si complicano quando si fa scappare due pericolosi malviventi. Alla fine Boss la riassumerà al Boar's Nest perché la sua assenza ha generato un calo di clienti.
- Curiosità: ancora assente James Best, stavolta sostituito da Dick Sargent nel ruolo dello sceriffo Grady Byrd.

## Chi ha visto Loretta Lynn
- Titolo originale: Find Loretta Lynn
- Diretto da: Arthur Marks
- Scritto da: Jim Rogers

### Trama
Grazie ad una deviazione finta messa da Rosco, il pullman di Loretta Lynn, famosa cantante country, fa una breve sosta al Boar's Nest. Però anche un trio, intento a vendicarsi di una casa discografica di Nashville, segue la deviazione fasulla e, al Boar's Nest, sequestra il pullman con Loretta Lynn. Boss, al solito, incolpa i Duke che si mettono all'inseguimento: alla fine tutto finisce per il meglio.
- Curiosità: in questa puntata Loretta Lynn, nota cantante country nella parte di se stessa, non solo partecipa come co-protagonista, ma alla fine della puntata canta Y'all come, insieme a tutto il cast di Hazzard. Inoltre, oltre a Rosco, torna solo per questa puntata la Plymouth Road Runner gialla con una striscia nera, al posto della Jeep CJ "Dixie" bianca.

## Judy Emery
- Titolo originale: Jude Emery
- Diretto da: Rod Amateau
- Scritto da: Gy Waldron

### Trama
Judy Emery è un texas-ranger venuto ad Hazzard per arrestare "serpente" Harmon e la sua gang. Ci riuscirà grazie all'incontro e all'aiuto di Bo e Luke.
- Curiosità: per la seconda e ultima volta, Dick Sargent (sceriffo Grady Byrd) sostituisce James Best (Rosco), inoltre Enos, in questo episodio, ci informa che Daisy è di fede religiosa metodista, per tanto è da ritenersi che tutti i Duke siano metodisti.

## Il ritorno dei fazzoletti rossi
- Titolo originale: Return Of The Ridge Raiders
- Diretto da: Hollingsworth Morse
- Scritto da: Si Rose

### Trama
Boss Hogg, aiutato dall'ignara Daisy, indice un concorso per Miss Porchetta con i soldi destinati ad un centro sociale per anziani. Ciò indispettisce un gruppo di anziani con il volto coperto da una bandana rossa, i fazzoletti rossi, che non esitano a far esplodere una miniera e una distilleria di Boss. Zio Jesse, ex fazzoletto rosso, ricorda loro che sono passati 40 anni e che finiranno nei guai...
- Curiosità: James Hampton, nel ruolo dello sceriffo Buster Moon, sostituisce James Best (Rosco).

## Squadra speciale femminile
- Titolo originale: Mason Dixon's Girls
- Diretto da: Jack Starrett
- Scritto da: Bruce Howard

### Trama
Bo e Luke vengono fermati da Rosco perché lo scaldabagno inscatolato che trasportano sporge troppo. Quando i tre scoprono che nel cartone non c'è lo scaldabagno, ma una serie di pacchi di marijuana, Bo e Luke si danno alla fuga. Insieme all'investigatore privato Mason Dixon e alle sue due belle aiutanti, Bo e Luke scopriranno che è Dempsey che si occupa di trasporto illegale di marijuana.

## Riposa in pace Henry Flatt
- Titolo originale: R.I.P. Henry Flatt
- Diretto da: Denver Pyle
- Scritto da: William Raynor e Myles Wilder

### Trama
I Duke incontrano Henry Flatt, un truffatore che si è dato per morto un anno prima perché aveva truffato Boss Hogg per 20.000 dollari. Quando scoprono che Boss vuole eliminare il cimitero dei veterani di guerra per costruirci una strada, i Duke faranno di tutto per salvare il cimitero e perché il segreto di Henry Flatt rimanga tale.

## I cugini Comfurts
- Titolo originale: Southern Comfurts
- Diretto da: Rod Amateau
- Scritto da: Martin Roth

### Trama
Zio Jesse media, senza problemi, la vendita della fattoria dei Comfurts, suoi parenti alla lontana, per 250.000 dollari. Qualche giorno dopo i Cumforts fanno visita ai Duke con una Rolls-Royce, arriva anche Boss che ne rimane incantato. Ma prendendo un'auto da Cooter, i Duke e Lori Comfurt la lasciano incustodita con dentro i 250.000, così un ubriacone la porta via. Finirà in mano a due ignari rapinatori.